# Гайн, Антонин
Антонин Гайн (чеш. Antonín Hajn, 24 июля 1868, Сольнице, Австро-Венгрия (ныне района Рихнов-над-Кнежноу Краловеградецкого края, Чехии) — 26 марта 1949, Прага Чехословакия) — чехословацкий политик и общественный деятель, журналист и публицист, представитель Чехословацкой партии народной демократии. Депутат Национального собрания Чехословакии.

## Биография
Родился в семье плотника. В 1887—1891 гг. изучал историю на Философском факультете Карлова университета Праги. Во время учёбы был одним из организаторов журнала чешских студентов Časopis českého studentstva. Позже стал журналистом. В 1905—1909 гг. редактировал журнал Pokroková revue.
Активный участник движения реформ в Чехословакии конца XIX-го века. Энергично отстаивал социальные вопросы, пытался объединить молодых студентов и рабочих. После распада движения, был одним из основателей и душой прогрессивного радикального движения.
Был одним из четырёх основателей анархистского движения Omladina, объединявшего молодых представителей рабочего движения, за что в 1893 году был заключён в тюрьму, где провёл 18 месяцев.
В 1897 г. был в числе создателей и председателем радикально-прогрессивной партии, вышедшей из социально-реформистского центра движения, связанной с демократически настроенными младочехами. Сторонники партии выступали против любых соглашений с клерикалами, историческим дворянством и старочехами, допускали возможность сотрудничества с социал-демократами, активно боролись за введение всеобщего избирательного права, женское равноправие и т. д., стремились к интеграции Чехии, Моравии и Силезии.
В конце 1880-х годов вместе с А. П. Веселы, А. Рашиным, В. Клофачем был в числе наиболее известных представителей прогрессистского движения, социальной базой которого было студенчество, молодые рабочие, начинающая свою деятельность интеллигенция.
С 1907 по 1911 год — член Чехословацкой партии народной демократии (Narodne demokratická Strana).
Избирался депутатом нижней палаты австрийского имперского совета — Рейхсрата. В 1918—1920 гг. — депутат Революционного национального собрания Чехословакии. В 1920—1935 гг. — депутат Национального собрания Чехословакии.
Почётный член Подкарпатского русинского общества им. А. Духновича.

## Избранные публикации
- List z nejnovější historie vnitřního našeho politického života, 1894
- Mistr Jan Hus, 1897
- Nebezpečí reakce ve školství, 1899
- Karel Havlíček Borovský; k památce padesátiletí jeho úmrtí, 1906
- Výbor prací 1889—1909 I—III , 1913
- Sláva a úpadek, 1913
- Škola, národ, život (избранное), 1913
- Naše poslání: šest kapitolek o minulosti a budoucnosti, 1918